# Gaston Doumergue
Pierre-Paul-Henri-Gaston Doumergue (1. august 1863 – 18. juni 1937) var Frankrigs præsident i 1924-31.
Han var også premierminister i 1913-14 og i 1934.